# Kostas Karamanlis
Konstantinos (Kostas) Alexandrou Karamanlis (Grieks: Κωνσταντίνος Αλεξάνδρου Καραμανλής) (Athene, 14 september 1956) is een Grieks politicus. Hij is van Grieks-Macedonische komaf.
Van 10 maart 2004 tot 6 oktober 2009 was Karamanlis minister-president van Griekenland. Hij werd minister-president na de overwinning van zijn partij tijdens de parlementaire verkiezingen van 7 maart 2004. Hij is de leider van de conservatieve partij Nea Dimokratia ('nieuwe democratie'). Bij de verkiezingen van 16 september 2007 behaalde Karamanlis als lijsttrekker van Nea Dimokratia opnieuw een (kleine) meerderheid in het Griekse parlement, maar na de vervroegde verkiezingen van 2 oktober 2009 ging die meerderheid weer verloren, waarna Nea Dimokratia veroordeeld was tot de oppositiebanken.
Kostas Karamanlis is een neef van Konstantinos Karamanlis, de vroegere premier en vroegere president van Griekenland. Hij studeerde rechten aan de Universiteit van Athene en aan de Universiteit Deree, een privéuniversiteit. Hij deed zijn doctoraal examen in de Verenigde Staten en behaalde een doctoraatstitel in politieke wetenschappen, internationale relaties en diplomatieke geschiedenis.
Hij trouwde in 1998 met Natasa Pazaïti; samen hebben zij twee kinderen (een tweeling, jongen en meisje).

## Politieke carrière
Karamanlis was lid van de jeugdafdeling van de Nea Dimokratia, ONNED, en was actief in de organisatorische en ideologische afdelingen van de ONNED en van de Nea Dimokratia van 1974 tot 1979 en van 1984 tot 1989. Tussen 1984 en 1989 hield hij zich bezig met de rechtspraak en onderwees hij politieke wetenschappen, diplomatieke geschiedenis en bedrijfswetgeving aan de Universiteit Deree.
Karamanlis werd verkozen tot afgevaardigde van de Nea Dimokratia voor Thessaloniki in 1989, maar in 2004 werd hij gekozen voor Larissa. Hij werd verkozen tot partijleider in 1997 na de nederlaag van de Nea Dimokratia bij de verkiezingen van 1996. Hij slaagde er niet in om de Panhelleense Socialistische Beweging (PASOK) bij de verkiezingen van 2000 te verslaan, wat bij de verkiezingen in 2004 wel lukte.
Karamanlis was de jongste Griekse minister-president ooit, en de eerste die geboren is na de Tweede Wereldoorlog.

## Periode als premier
Bij zijn aantreden had Griekenland een staatsschuld van 112 procent ten opzichte van het bruto nationaal product. Griekenland werd fors onder druk gezet door de Europese Unie om iets te doen aan dit tekort en de overheidsfinanciën te krijgen. Daarom moest Karamanlis aan het begin van zijn periode fors bezuinigen. Ook werd hij meteen geconfronteerd met achterstanden bij de aanleg van de infrastructuur voor de Olympische Zomerspelen van 2004. Uiteindelijk was het Olympisch stadion twee maanden voor de Spelen af. Bij het Olympische zwembad werd besloten om geen dak op het stadion te bouwen. De Olympische Spelen zelf waren een groot succes, maar werd wel afgesloten met een fors financieel tekort. Daardoor steeg het begrotingstekort naar meer dan 5 procent over 2004.
Een stijgende werkloosheid en de dreiging van inflatie zorgde ervoor dat Karamanlis veel van zijn verkiezingsbeloften niet kon inlossen. Onder zijn kabinet werd wel een snel breedbandnetwerk voor internet aangelegd overal op het Griekse platteland. In 2006 herriep zijn minister van Onderwijs een wet uit 1936 waarin staat dat de lokale Grieks-orthodoxe Kerk toestemming moet geven als ergens een niet-orthodoxs' gebedshuis zou worden gebouwd.
Bij de grote bosbranden in 2007, met als gevolg een groot aantal doden, kwam de regering van Karamanlis onder vuur te liggen omdat zij niet snel genoeg op zou hebben getreden. Toch werd hij bij de verkiezingen van 2007 herkozen. De geloofwaardigheid van zijn regering werd verder aangetast door een reeks financiële schandalen, waaronder een grondruil met een Grieks-orthodoxe kloosterorde waarbij de Griekse staat er voor ruim 100 miljoen euro bij in is geschoten. In december 2008 braken hevige rellen uit nadat de politie een 15-jarige jongen doodschoot. Ook daarbij kwam de regering van Karamanlis onder vuur te staan.
In 2009 schreef Karamanlis nieuwe verkiezingen uit, hoewel zijn partij al meer dan een jaar op verlies stond in de peilingen. Zijn partij werd fors verslagen door PASOK van Giorgos Papandreou junior. Deze volgde hem op 6 oktober 2009 op als premier. Op 30 november 2009 trad Karamanlis terug als partijleider ten faveure van Antonis Samaras.
- Gemeinsame Normdatei: 103291695
- International Standard Name Identifier: 0000 0000 6315 936X
- Library of Congress Control Number: no2001020191
- Nationale bibliotheek van Australië: 36041687
- Nederlandse Thesaurus van Auteursnamen: 133232972
- Parlement.com: vhyzn0vl15v5
- Trove: 1198241
- Virtual International Authority File: 74262626
- WorldCat: E39PBJyRD4tCKcWXRCwTY3xJjC